# Micronycteris microtis
Micronycteris microtis är en fladdermus i familjen bladnäsor som förekommer i Central- och Sydamerika. Populationerna listades en längre tid som underart eller synonym till Micronycteris megalotis och godkänns sedan 1990-talet som art. IUCN listar hela beståndet som livskraftig (LC).

## Utseende
Denna fladdermus når en absolut längd av 55 till 65 mm, inklusive en 11 till 17 mm lång svans (längden av alla svanskotor). Den har 32 till 38 mm långa underarmar, 7 till 11 mm långa bakfötter, 18 till 23 mm långa öron och den väger 3,4 till 9,1 g.
Typisk för arten är de stora avrundade öronen, där 1/3 av insidan är täckt av hår. Öronen är på hjässan sammanlänkade med en hudremsa. Håren som bildar pälsen på ryggen är cirka 10 mm långa. Pälsens färg varierar beroende på population men är allmänt någon form av brun eller grå, ibland med gul skugga. Av svansen ligger bara den sista biten utanför svansflyghuden.
Den broskiga hälsporren vid bakfoten (calacar) är längre än själva foten. Micronycteris microtis har liksom andra bladnäsor hudflikar (blad) på näsan och den centrala delen är ganska bred. På varje sida av överkäken förekommer 2 framtänder, 1 hörntand, 2 premolarer och 3 molarer. I underkäken finns ytterligare en premolar på varje sida.

## Utbredning
Micronycteris microtis har flera från varandra skilda populationer från centrala Mexiko till Amazonområdet i Brasilien. En mindre avskild population finns i gränsområdet Brasilien/Bolivia. Arten lever i låglandet och i bergstrakter upp till 2600 meter över havet. Habitatet utgörs av städsegröna skogar, av lövfällande skogar och av trädgårdar eller trädodlingar.

## Ekologi
Denna fladdermus vilar bland annat i trädens håligheter, under trädstammar eller större grenar som ligger på marken, i grottor, i gruvor, i vägtrummor och i övergivna bon som skapades av större däggdjur. Vid sovplatsen bildas grupper och 4 till 6 individer bildar en tätare klunga. Arten jagar olika insekter som skalbaggar, gräshoppor, kackerlackor och fjärilar. Troligen fångar den sina byten under flyget eller de plockas från växtligheten. Dessutom ingår några frukter i födan. För att äta uppsöker Micronycteris microtis ett gömställe som kan vara samma plats som sovplatsen. Honor föder oftast vid början av regntiden en unge.